# S/2004 S 6
S/2004 S 6 es la designación provisional de un objeto encontrado por la sonda espacial Cassini. Aun no se ha catalogado como satélite del planeta Saturno ya que la imagen obtenida por la sonda no ofrece suficiente claridad como para reconocerlo como tal. No está claro si es sólo un cúmulo de polvo transitorio que se disipará en varios meses o años, o si se trata de una formación sólida en su centro
Orbita muy cerca del anillo F. Fue visto por los científicos en imágenes tomadas por la sonda Cassini-Huygens el 28 de octubre de 2004, y se anunció el 8 de noviembre de ese año